# NeXT
Das Unternehmen NeXT, Inc. [nɛkst] (später auch NeXT Computer, Inc. bzw. NeXT Software, Inc.) war ein US-amerikanischer Computer- und Softwarehersteller. Es wurde 1985 von Steve Jobs gegründet, nachdem dieser Apple infolge interner Auseinandersetzungen verlassen musste.
Das Unternehmen mit Sitz in Redwood City, Kalifornien, entwickelte und produzierte eine Reihe von Workstations für den Einsatz in Hochschulen und der Wirtschaft. Vorgestellt wurde der erste NeXT Computer 1988, die kleinere NeXTstation 1990. Die beiden Geräte fanden zwar ihre Nische im Forschungsbereich, konnten sich jedoch darüber hinaus am Markt nicht durchsetzen, was auch auf die hohen Preise ab etwa 6.000 US-Dollar zurückgeführt wurde. Insgesamt wurden Schätzungen zufolge nur 50.000 Geräte verkauft.
Das Betriebssystem NeXTStep mit seiner neuartigen grafischen Benutzeroberfläche gilt in vielen Aspekten als wegweisend. Auch der Aufbau, die Ausstattung und das gesamte technische Design der auch optisch herausragenden Computer hatten viel Einfluss auf heutige Personal Computer, Betriebssysteme und Desktop-Umgebungen.
Ende 1996 wurde NeXT von Apple für 429 Millionen US-Dollar und 1,5 Millionen Apple-Aktien aufgekauft. Teil des Vertrags war, dass Jobs  nach elf Jahren Abwesenheit zu Apple zurückkehrte. Die Software von NeXT wurde von Apple weiterentwickelt und bildet so teilweise die Basis der heutigen Betriebssysteme macOS, iOS, iPadOS, watchOS und tvOS.

## Unternehmensgeschichte

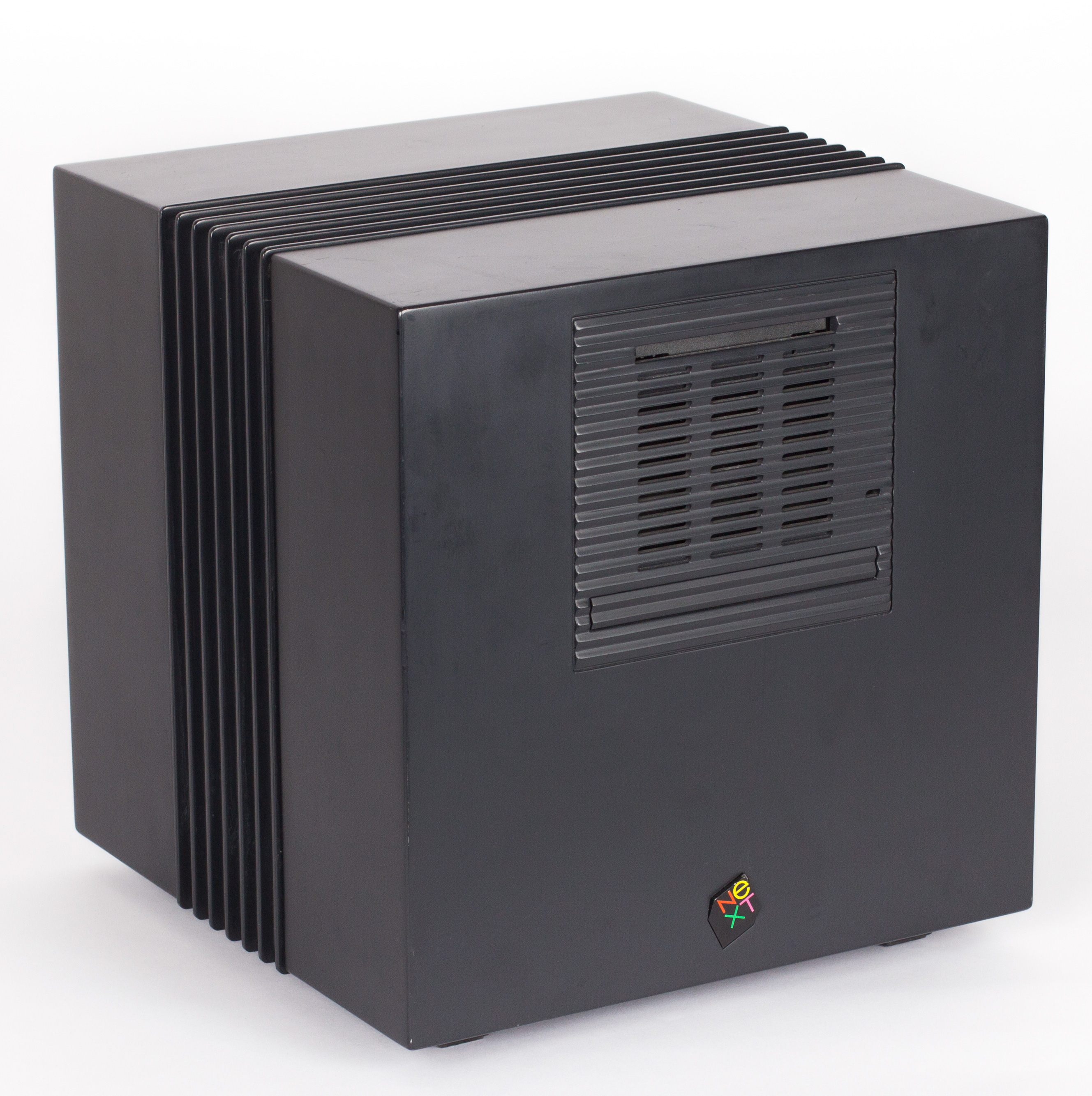
NeXTcube

Nachdem Steve Jobs mit fünf Kollegen (Rich Page, George Crow, Bud Tribble, Dan'l Lewin und Susan Barnes) Apple 1985 verlassen hatte, gründeten sie zusammen mit Randy Heffner und Gary H. Moore 1986 die NeXT Computer, Inc. Steve Jobs steuerte 7 Millionen US-Dollar aus seinem eigenen Vermögen zur Gründung bei. 1987 erwarb Ross Perot für 20 Millionen US-Dollar einen Anteil von 16 Prozent an NeXT. Im Oktober 1988 stellte Steve Jobs den ersten NeXT-Computer in San Francisco vor. Ab September 1989 wurde dieser dann auch als NeXTcube ausgeliefert. Ebenfalls 1989 erwarb Canon einen Anteil von 16,6 Prozent an NeXT für 100 Millionen US-Dollar.

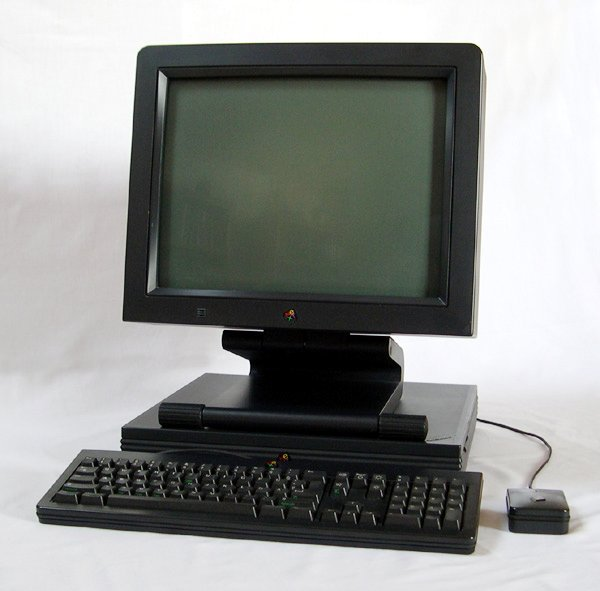
NeXTstation mit 19″-SW-Monitor

1990 wurde die NeXTstation vorgestellt, eine flache „Pizzabox“, die unter den Monitor gestellt wurde.
Ende 1990 etablierte sich in Deutschland eine Vertriebsorganisation aus NeXT Deutschland GmbH (München), drei NeXTcentern (d'ART Hamburg, AMG Dortmund und DCS Waldbronn bei Karlsruhe) und zahlreichen NeXTpartnern, darunter auch die Computerabteilung des Karstadt-Oberpollingers in München.
1993 verabschiedete sich NeXT vom Hardware-Geschäft und entwickelte die plattformunabhängige Software NeXTStep für Intel, NeXTstep für Motorola (NeXT-Hardware) und für spezielle Unix-Workstations (PA-RISC) von HP und SPARC, sowie – zumindest im Labor – auch für IBM PowerPC.
Im Zuge der Umorientierung wurde der Unternehmensname 1995 in NeXT Software, Inc. geändert. Gemeinsam mit Sun Microsystems war OpenStep spezifiziert worden, eine Spezifikation für eine objektorientierte Programmierschnittstelle (API) und NeXT implementierte diese in der Version 4.0 seines NeXTStep, das danach unter dem Namen OPENSTEP (Eigenschreibweise in Großbuchstaben) vermarktet wurde, um auf die Portabilität hinzuweisen. Als „OPENSTEP for Mach“ lief NeXTs Betriebssystem auf der eigenen Motorola-basierenden Hardware sowie auf Intel-Rechnern und als „OPENSTEP Enterprise“ als Aufsatz auf Windows NT. Parallel dazu entstand mit WebObjects eine objektorientierte Entwicklungs- und Laufzeitumgebung für dynamische Webseiten.
Schließlich wurde das Unternehmen am 20. Dezember 1996 für 429 Millionen US-Dollar von Apple Computer aufgekauft. Steve Jobs kehrte zu Apple zurück und hatte von 1997 bis zu seinem Rücktritt im August 2011 die Position des CEO inne. Das Betriebssystem NeXTStep/OPENSTEP, der Mikrokernel Mach und die Spezifikation OpenStep bildeten zusammen mit FreeBSD die Grundlagen für das heutige Apple-Betriebssystem macOS.
Open-Source-Projekte wie die Fenstermanager AfterStep und GNU Window Maker machen das Look and Feel der NeXT-Benutzeroberfläche auch für andere Betriebssysteme verfügbar. Eine OpenStep-kompatible API für Unix-Systeme wird mit dem Projekt GNUstep entwickelt.
Auf den Workstations von NeXT lässt sich auch NetBSD als alternatives modernes Betriebssystem einsetzen.

## Bedeutung in der Datenverarbeitung

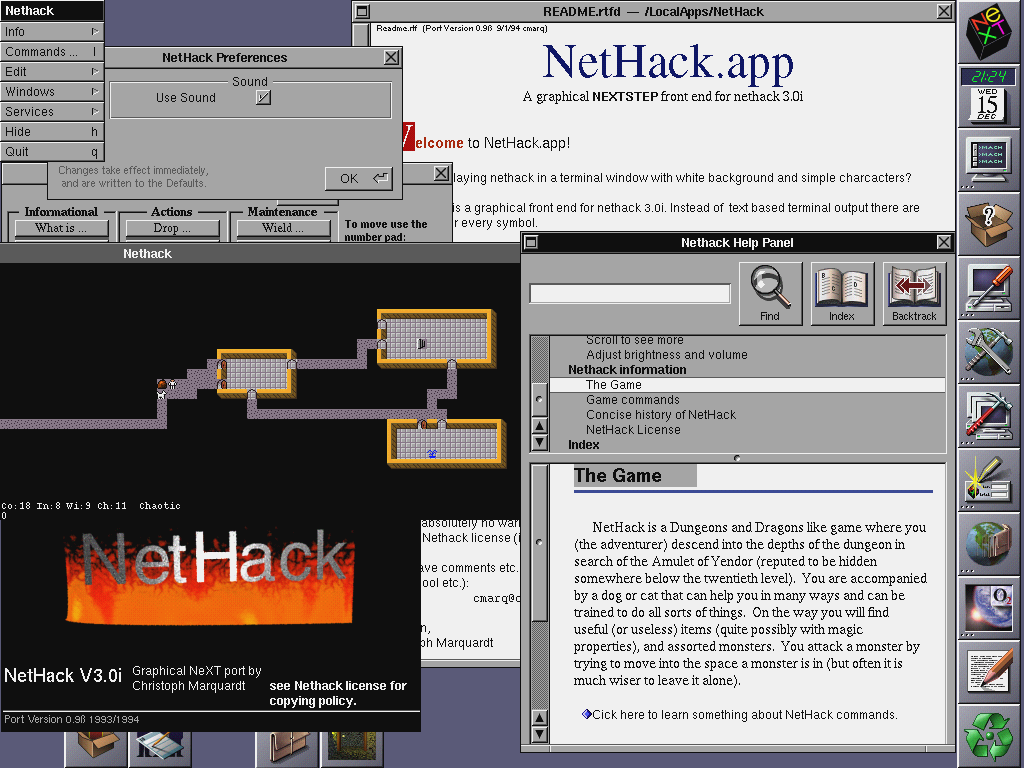
NeXTStep stellt die Grundlage für das heutige macOS dar und bot unter anderem eine sehr fortschrittliche Programmierumgebung.
Unter ihm entwickelte der britische Physiker und Informatiker Timothy Berners-Lee 1990/91 im Alleingang das dem WWW zugrundeliegende Protokoll HTTP, die Sprache HTML, den ersten Webbrowser und den ersten Webserver.

Das Unternehmen NeXT hat bedeutende Beiträge für die Fortschritte im Bereich der Informationstechnologie geleistet. In NeXTStep und den NeXT-Rechnern wurden erstmals Konzepte einer breiteren Öffentlichkeit zugänglich gemacht, die später zum Standard wurden. Beispiele:
- Die erste objektorientierte grafische Entwicklungsumgebung, mit der die Erstellung von Benutzeroberflächen für Programme mit einem grafischen, mausbedienten Editor erfolgte. Von besonderer Bedeutung war die Verwendung von Display PostScript, also der Seitenbeschreibungssprache für die Druckausgabe auch am Monitor, so dass ein vollständiges WYSIWYG-Konzept verwirklicht wurde.
- Unternehmensweite Vernetzung von Arbeitsgruppen mit grafischer Schnittstelle. Die Netzwerkkonfigurationsdatenbank Netinfo und die GUI-basierten Programme zu ihrer Verwendung erlaubten eine einfache Konfiguration von Computernetzwerken ohne tiefergehende Kenntnisse des darunterliegenden Unix-Betriebssystems.
- Erstes einheitliches Installations- und Deinstallationssystem für Programme
- Als Basis wurde der öffentlich zugängliche Kernel „Mach“ der Carnegie Mellon University  verwendet und verfeinert. Es entstand eine Systembasis, die in macOS, iOS und in Aktivitäten der Unix-/Linux-Gemeinde weiterlebt.
- Die NeXT-Rechner verfügten zusätzlich zur Haupt-CPU über einen DSP zur Verbesserung der Rechenleistung bei der Verarbeitung bestimmter Daten. Dieses Konzept entstand durch Parallelevolution bei heutigen GPUs zur Berechnung allgemeiner Vorgänge (GPGPU).
- Die NeXT-Rechner waren die ersten Rechnersysteme, die nicht nur als Hardware mit Betriebssystem, sondern auch mit einem umfangreichen Softwarepaket ausgeliefert wurden, was den höheren Preis zum Teil erklärte.

## Design
Die Workstations von NeXT wurden vom Unternehmen frog design des Produktdesigners Hartmut Esslinger entworfen. Wegen des außergewöhnlichen Designs sind einige NeXTcubes in Museen ausgestellt, etwa in der Neuen Sammlung der Pinakothek der Moderne in München und im Museum of Modern Art in San Francisco.

## Sonstiges
- Tim Berners-Lee entwickelte ab Oktober 1990 auf einem NeXTcube die Grundlagen des World Wide Webs.  Am 24. Dezember 1990 kommunizierten er und sein Kollege Robert Cailliau, der ebenfalls einen solchen Rechner besaß, erstmals über das Internet mit dem Server info.cern.ch.[6] Sowohl der erste Browser und Editor WorldWideWeb als auch der erste Webserver liefen somit auf NeXTStep.
- Das NeXT-Logo wurde von Paul Rand entworfen. NeXT hat sich das Engagement von Rand 100.000 US-Dollar kosten lassen.